# أرتور مولينا سوسا
أرتور مولينا سوسا هو طبيب وسياسي مكسيكي، ولد في 11 أغسطس 1934 في ولاية واهاكا في المكسيك.